# Басівський дендропарк
Басі́вський дендропа́рк — парк-пам'ятка садово-паркового мистецтва, дендрологічний парк місцевого значення в Україні є одним з надзвичайно цікавих та цінних об'єктів. Наприкінці 60-х років XX століття був створений Басівський ландшафтний лісопарк (1115 га), а 9 жовтня 1984 року рішенням № 495 Львівської облради з метою збереження понад 100 порід та форм чагарників був реформований у Басівський дендропарк (15,4 га). Розташований у межах Львівського району Львівської області, серед лісового масиву, що між селами Лапаївка, Оброшине і Басівка, поруч з автошляхом Н13. 
Перебуває у віданні Лапаївського лісництва. 
Станом на 1969 рік у складі дендропарку налічувалося 171 вид і 12 внутрішньовидових форм, з них 23 голонасінні і 148 покритонасінні види (загалом 183 таксони). 
Станом на 2011 рік — 141 вид і 11 внутрішньовидових форм деревних рослин (загалом 152 таксони).  За таксономічною приналежністю до 33 родин і 78 родів. Найширше представлені родини Розових (33 види), соснових, березових, бобових і маслинових (по 9 видів), вербових (8 видів), кипарисових (6 видів). Родини букових, жимолостевих і кленових представлені п'ятьма видами кожна, барбарисових, горіхових, гортензієвих — чотирма, бруслинових і кизилових — трьома. 
За своїм походженням і природними ареалами дендрофлора дендропарку розподілена на автохтонні (місцеві) таксони — 62 види та інтродуковані — 80, з них з Північної Америки — 39 видів, Азійські види, зокрема зі Сибіру і Далекого Сходу — 14, з Японії — 9, з Китаю, з Кореї — 7, євроазійські види — 5, гібриди — .
Станом на червень 2018 колекцію нараховує 133 види, 7 міжвидових форм, з яких 18 видів 65 голонасінних і 122 види покритонасінних (загалом 140 таксони).
Зникли такі види: сосна гімалайська (Pinus wallichiana L.), сосна гірська (P. mugo L.), сосни кедрові корейські (P. koraiensis L.) та сибірська (P. sibirica L.), сосна чорна (P. nigra L.) та ялиця біла (Abies alba L.). За час від створення парку до червня 2018 року було виявлено, що з насадження відпали чи зникли 43 таксони, з них 38 видів та 5 міжвидових форм.
21.10.2021 був поданий лист директора державного підприємства «Львівське лісове господарство» Ю. Синявського № 303 (вх. № 02—7200) на розгляд департаменту екології та природних ресурсів на фінансування з обласного фонду ОНПС екологічних заходів у 2022 році, щодо виготовлення проєкту «Реконструкції парку пам’ятки садово-паркового мистецтва місцевого значення «Басівський дендропарк» (100, 00 тис.грн).